# Stack-Schiene

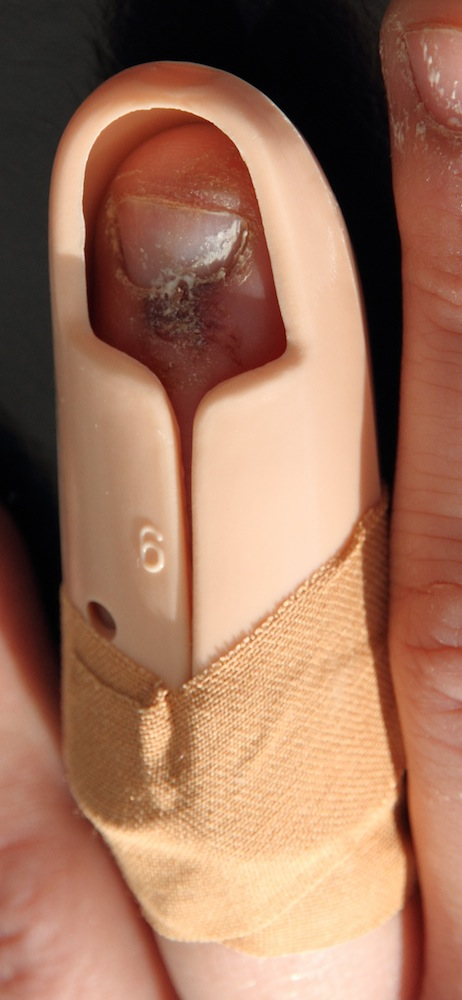
Eine Stack-Schiene

Eine Stack’sche Schiene oder Schiene nach Stack ist eine Schiene zur Behandlung von Verletzungen des Endgliedes der Finger. Mit einer Stackschen Schiene werden Strecksehnenrisse am Finger-Endgelenk mit erhaltener Reststreckfähigkeit behandelt, da eine solche Verletzung in den meisten Fällen nicht operiert werden muss. Die Schiene besteht in der Regel aus Kunststoff.
Sie dient zur Ruhigstellung des Fingerendgelenks in Streckstellung. Hierbei wird das Endglied gehoben und die Lücke zwischen den beiden Sehnenenden damit geschlossen. In der Regel muss die Schiene sechs bis acht Wochen getragen werden, das Mittelgelenk sollte dabei beweglich bleiben. Entscheidend für den Erfolg der Behandlung ist der frühe Behandlungsbeginn und das konsequente Tragen der Schiene ohne Unterbrechungen über den gesamten Behandlungszeitraum.
Die Schiene kommt auch bei der Behandlung von Nagelkranzfrakturen der Finger zur Anwendung.